# Liste des stations de radio en république démocratique du Congo
 (septembre 2022).
La mise en forme du texte ne suit pas les recommandations de Wikipédia : il faut le « wikifier ».
Les points d'amélioration suivants sont les cas les plus fréquents. Le détail des points à revoir est peut-être précisé sur la page de discussion.
- Les titres sont pré-formatés par le logiciel. Ils ne sont ni en capitales, ni en gras.
- Le texte ne doit pas être écrit en capitales (les noms de famille non plus), ni en gras, ni en italique, ni en « petit »…
- Le gras n'est utilisé que pour surligner le titre de l'article dans l'introduction, une seule fois.
- L'italique est rarement utilisé : mots en langue étrangère, titres d'œuvres, noms de bateaux, etc.
- Les citations ne sont pas en italique mais en corps de texte normal. Elles sont entourées par des guillemets français : « et ».
- Les listes à puces sont à éviter, des paragraphes rédigés étant largement préférés. Les tableaux sont à réserver à la présentation de données structurées (résultats, etc.).
- Les appels de note de bas de page (petits chiffres en exposant, introduits par l'outil «  Source ») sont à placer entre la fin de phrase et le point final[comme ça].
- Les liens internes (vers d'autres articles de Wikipédia) sont à choisir avec parcimonie. Créez des liens vers des articles approfondissant le sujet. Les termes génériques sans rapport avec le sujet sont à éviter, ainsi que les répétitions de liens vers un même terme.
- Les liens externes sont à placer uniquement dans une section « Liens externes », à la fin de l'article. Ces liens sont à choisir avec parcimonie suivant les règles définies. Si un lien sert de source à l'article, son insertion dans le texte est à faire par les notes de bas de page.
- La présentation des références doit suivre les conventions bibliographiques. Il est recommandé d'utiliser les modèles {{Ouvrage}}, {{Chapitre}}, {{Article}}, {{Lien web}} et/ou {{Bibliographie}}. Le mode d'édition visuel peut mettre en forme automatiquement les références.
- Insérer une infobox (cadre d'informations à droite) n'est pas obligatoire pour parachever la mise en page.

Pour une aide détaillée, merci de consulter Aide:Wikification.
Si vous pensez que ces points ont été résolus, vous pouvez retirer ce bandeau et améliorer la mise en forme d'un autre article.
La république démocratique du Congo possède plusieurs stations de radio. La majorité sont basées à Kinshasa.
La Constitution de transition a instauré la Haute autorité des médias (HAM) qui observe et protège les médias, dont ceux de radiodiffusion.
On estime qu'en RDC, 60 % des émissions de radio sont diffusées dans les quatre langues nationales (kikongo, lingala, swahili, tshiluba), le restant en français et rarement en anglais.

## Stations radio

### Publiques
- RTNC, radio nationales avec stations territoriales et canaux régionaux

### Humanitaires
- Radio Okapi, couverture nationale avec canaux régionaux
- PANA RADIO La radio des TCR (Techniciens Chargés de Reportage) d’Afrique Francophone certifiés par Rfi pour la bourse Claude VERLON et Ghislaine DUPONT 2020-2021 (8e édition). Une équipe composée de jeunes africains et africaines unis pour contribuer au développement de l’Afrique dans l’unité des peuples.

### Communautaires
▪ Radio Communautaire Fondation MAMBU "RCFM" 99.5 Mhz à Kinzau Mvuete, Kongo Central 
• Radio communautaire Kivu RCK Baraka 93.0 FM  
- Radio Télévision Communautaire Tayna ( R.T.C.T ), à Goma sur 88.1 Mhz. www.radiotayna.com
- Radio Télévision Happy Day RTHD 88.4 Mhz à Mbujimayi
- Radio ngoma ya Amani - FIZI, ville de Baraka 88.0 FM, Cité de Misisi 90.0 FM et Lusenda 88.0 FM au Sud-Kivu
- Radio Mukangi Fm commune de Katanga ville de Baraka au Sud-Kivu 100.0 Fm
- GKV FM (94 Mhz) à Gombe-Matadi, Bas-Congo.
- Radio Réveil FM, à Kinshasa et Radio Réveil Afrika à Lubumbashi
- Radio Communautaire de Muanda (RCM), à Muanda
- Radio Communautaire de Mbanza Ngungu (Radio NTEMO), à Mbanza Ngungu
- Radio Evangélique de Muanda (RTEM), à Muanda
- Radio Télé Boma (RTB), à Boma
- Radio Osase, à Tshumbe (Kasaï-Oriental)
- Radio Bangu (RB) à Kimpese
- Radio Ntomotosono à Luozi
- Radio Adri à Madimba
- Radio Maendeleo à  Bukavu
- Radio Mulangane de Walungu
- Radio Bubusa à Mugogo/Walungu
- KASHIBA Radio Télévision / Mbuji mayi
- Nabote Radio et Télévision / Kinshasa

Radio Télé Zenith à Lubumbashi/Katanga
- Radio Universitaire ISDR Bukavu à Bukavu
- Radio focuscongo FM  à Bukavu
- Radio focuscongo FM Goma
- 3TAMIS  à Bukavu
- Radio Télévision Communautaire de Kutu à Kutu Ville
- Radio Communautaire Matimba à Kutu ville
- La Radio Communautaire Hirondelle du Lac Mai ndombe à Inongo ville
- La Radio télévision Grand lac à Bukavu
- IRIBA FM à Bukavu
- LE SOUVERAIN LIBRE  à Bukavu
- RADIO GORILLA FM  à Bukavu PNKB
- RADIO SVEIN 89.3FM à Bukavu
- essentiel rdc  à Bukavu
- Mama Radio  à Bukavu
- COMITE ANTI BWAKI CAB TV à Bukavu
- Idjwi Lino fm à Bukavu
- Jambo RDC Bukavu
- Radio Communautaire Mwayiseni à   Kipushi

Maniema / Kindu
- KFM « Kindu Fréquence Module »
- Omega Radio Télévision
- Radio Télé Communautaire Maniema Libertés, RTC-MALI 105.1 MHZ à Kindu
- Maniema numéro 1
- Télé Kindu Maniema
- Radio Haki za binadamu Maniema
- Radio Espace Shadary
- Radio Mushauri
- Radio Télévision Nationale Congolaise
- Radio Teke Maniema 117
- Radio Télé Évangélique Phare « RTEP »
- Radio Télé inter viens et vois « RTIV »

Maniema / Kalima
- Radio Kamusuku
- Radio Nyota
- Radio Telerama
- Radio Télé Communautaire du Katanga (RCK) / Likasi, Haut-Katanga

### Commerciales
- Numerix Radio, à Kinshasa.

Radio Maquis Fm 92.2 MHz, Ville de Boma 
- Univers FM (94.7), à Kinshasa
- Lushiactu Radio, à Lubumbashi
- Millenium Radio, à Kinshasa.
- Succes FM, à Lubumbashi
- Alaune média, à Lubumbashi
- Gospel FM , à Kinshasa
- Goma WEBRADIO, à Goma.
- Canal Futur, à Kinshasa
- Concorde FM, au Kasaï-Occidental
- Digital Congo FM, à Kinshasa
- La Voix du Peuple, à Bunia
- Radio la prunelle rdc info à Bukavu
- RadioTélé Ngoma ya kivu à Bukavu
- Radio star à Bukavu
- Vision Shala tv à Bukavu
- Maturité radio 9 à Bukavu
- Radio Kisangani, à Kisangani
- RADIO TELEVISION EKA FM à Bukavu
- Malebo Broadcast Channel (MBC), à Kinshasa
- Radio Mbuji-Mayi, à Mbuji-Mayi
- Radio Mwangaza, à Lubumbashi
- Radio Liberté Kinshasa, à Kinshasa
- Radio Lubumbashi, à Lubumbashi
- Radio Télé Groupe L'Avenir (RTGA), à Kinshasa
- 9Radio Télé Kin Malebo (RTKM), à Kinshasa
- Radio Télé Nyota, à Lubumbashi
- Raga FM, à Kinshasa
- Top Congo FM, à Kinshasa
- Radio Télé Matadi (RTM) à Matadi
- Radio Télé Kisantu (RTK) à Kisantu
- Radio Télé Débout Ksai (RTDK) à Mbujimayi
- Radio Télé Kasai Horison (RTKH) à Mbujimayi
- Vision Congo FM (RTVC)105.5 mhz à Kinshasa
- Radio Télévision Manika(RTM@) de Kolwezi
- Géant Radio  à Kolwezi,
- Radio Télé Minzoto de Kutu
- Radio elima (le quotidien du soir) à kinshasa

### Confessionnelles
- Radio Ditunga, à Ngandajika
- Radio Malkia wa Ubembe, ville de Baraka-Fizi
- Radio Milele Fm, ville de Baraka - Fizi
- Radio Canal CVV (Le Chemin, la Vérité et la Vie), à Kinshasa
- Radio kasai24 Fm, Ville de Tshikapa, Kasaï, www.radiokasai24.net et 99.4 Mhz
- Radio ECC, à Kinshasa
- Radio Elikya, à Kinshasa
- Radio Kintuadi, à Kinshasa et  Bas-Congo (Matadi, Boma, à Kinshasa
- Radio Neno la Uzima à Bukavu  Sud Kivu
- Radio Parole Éternelle, à Kinshasa
- Radio Sango Malamu, à Boma, Kikwit et à Kinshasa
- Radio Sentinelle, à Kinshasa
- Radio Sumbula, à Kinshasa
- Radio Télé Armée de l'Éternel, à Kinshasa
- Radio Télé Message de Vie, à Kinshasa
- Radio Télé Puissance, à Kinshasa
- Radio Télévision Dieu Vivant, à Kinshasa
- Radio Télévision Kimbanguiste (Ratelki), à Kinshasa
- Radio Universelle, à Kinshasa
- Radio Vuvu Kieto, à Mbanza Ngungu
- Radio Télé Mont Carmel, à Mbujimayi
- Radio Télé Sentinnelle, à Mbujimayi
- Radio Télévision EELDA, à Mbujimayi
- Radio Télévision Bwena Muntu, à Mbujimayi
- Radio Télévision ACK, à Kinshasa
- Radio Télévision Voici l'Homme (RTVH), à Kinshasa
- Radio Sauti ya Rehema (SAYARE FM), Bukavu
- Radio Ecclésia, Kutu
- Radio chai fm à Bukavu
- Radio Matumaini à Bukavu
- Radio télé Philadelphie à Bukavu
- Radio Ngoma ya mataifa à Bukavu
- Radio Télévision Sayuni fm à Bukavu
- Radio Svein à Bukavu
- Université Catholique de Bukavu FM à Bukavu